# سفالبارد ويان ماين
تتناول هذه المقالة مصطلح «سفالبارد ويان ماين»، كما عرّفته المنظمة الدولية للمعايير ISO. لمزيد من المعلومات عن هاتين المقاطعتين المستقلتين، طالع المقالتين سفالبارد ويان ماين.

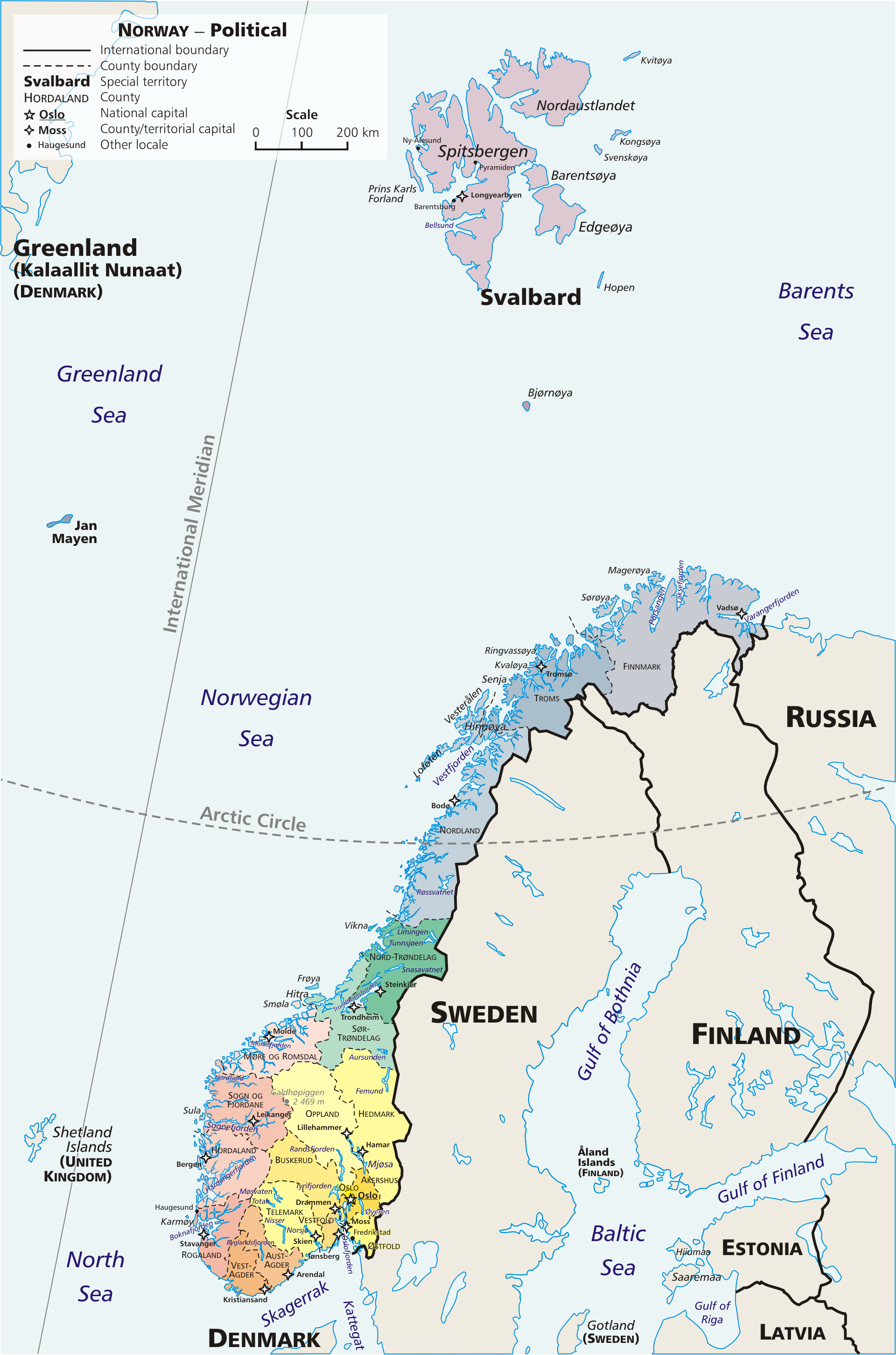
خريطة النرويج وتظهر مواقع جزر سفالبارد ويان ماين

سفالبارد ويان ماين (معرّفة من قبل المنظمة الدولية للمعايير بالرموز التالية: أيزو 3166-1 حرفي-2: SJ, أيزو 3166-1 حرفي-3: SJM, ISO 3166-1 numeric: 744)، هي تسمية إحصائية مخصصة وضعتها أيزو 3166-1 لمنطقتين تابعتين للنرويج ذوتي ولايات قضائية منفصلة، هما سفالبارد ويان ماين. في حين يتم الجمع بينهما لأهداف خاصة بالمنظمة الدولية للمعايير، إلا أنهما غير مرتبطتان إدارياً. وقد أدى ذلك إلى إصدار نطاق ترميز دولي خاص وهو .sj، تستخدم إدارة الإحصاء في الأمم المتحدة هذا الرمز، لكنها أطلقت على المنطقتين معاً «جزر سفالبارد ويان ماين».
سفالبارد عبارة عن أرخبيل في المحيط المتجمد الشمالي تحت سيادة النرويج الكاملة، لكنه يخضع لوضع خاص بموجب معاهدة سفالبارد. أما يان ماين، فجزيرة نائية في المحيط المتجمد الشمالي، ولا يوجد فيها سكان دائمون، يحكمها حاكم مقاطعة نورلان. تشترك سفالبارد ويان مايون في كونهما منطقتين تابعتين للنرويج بذاتهما ولا تتبعان أي من مقاطعات النرويج. اقترحت الأمم المتحدة أن يخصص رمز دولي لجزر سفالبارد، إلا أن السلطان النرويجية بادرت بشمول يان ماين في هذا الرمز الدولي.